# Кинеска уметност
Кинеска уметност представља древна и савремена уметничка дела настала на територији Кине од стране кинеских уметника.

## Калиграфија
Кинески пиктографски карактери омогућили су настанак калиграфске уметности. Током свог дугог историјског развоја кинеска калиграфија је у себе упила многе елементе материјалне и духовне цивилизације и те елементе је значајно унапредила. 
Први кинески карактери могу се наћи на различитим предметима. Према данашњим археолошким открићима и сазнањима, грнчарија и посуђе од глине представљају најстарије предмете на којима су древни Кинези писали кинеске карактере. Према археолошким налазима, грнчарија исписана кинеским карактерима, нађена на месту такозване Давенку културе у Шандунгу, настала је око 3000. године пре нове ере. 
Кинеска калиграфска уметност мењала се упоредо са променама кинеских карактера. Према тим променама, постоји пет кинеских калиграфских стилова.
- Печатно писмо је калиграфски стил древних кинеских карактера и дели се на веће и мање. Веће печатно писмо настало је током позне династије западни Чу, било је раширено у Чин држави током периода зараћених држава 475 – 221. п. н. е. Мање печатно писмо познато је и под називом Чин печатно писмо. После успостављања прве јединствене државе у кинеској историји први кинески цар, наредио је да читава земља користи овај калиграфски стил. Мало печатно писмо користило се и током династије Хан.
- Други калиграфски стил, представља званично писмо које је настало у периоду зараћених држава и било раширено током владавине династије Хан. Званично писмо разбило је форме и садржај печатног писма. Примери овог писма сачувани су углавном на натписима на плочама и свицима од бамбуса. После династије Јин званично писмо се постепено потискује.
- Из званичног писма постепено се развија регуларно писмо које се може назвати и Ченкај, Ченшу, односно Ченгшу писмо. Карактери су променили облик и од релативно округлих, прешли на четвртасте форме. Регуларно писмо настало је у позној династији Хан и коришћено је у читавој Кини током периода три царства. Сматра се да је зачетник регуларног писма био Чонг Јао.
- На темељу званичног писма развило се курзивно писмо које карактеришу повезани потези и брзо писање. Настало је током династије Хан, људи су га користили за свакодневне потребе. У оквиру овог писма, разликујемо три типа: поједностављено курзивно писмо, модерно курзивно писмо и дивље курзивно писмо. Поједностављено курзивно писмо, настало је током династије Хан. Писмо изоставља неке потезе и не поштује одређена правила. Модерно курзивно писмо настало је у позној династији Хан, није ограничено правилима и својствима финог писања. Дивље курзивно писмо карактерише дивље писање настало током династије Танг.
- Брзо писмо настало је из регуларног писма, кроз повезивања потеза и неких мањих варијација у свакодневној употреби. Пратећи развој регуларног писма, брзо писмо представља стил писања који је коришћен током најдужег периода у кинеској историји.

## Сликарство
Кинеска уметност, сликарство и калиграфија настали су из истог извора и између њих су, током дугог развоја, створене безбројне везе. Ове две уметности имају заједнички темељ у смислу концепције, композиције, стила. Сликарство има два основна елемента – цртеж и боју. Цртеж је суштина кинеског традиционалног сликарства. Са развојем сликарства појављује се све више боја чија улога је све важнија. 

### Јединствено кинеско сликарство
Кинеско сликарство развило се из неолитских слика насталих на грнчарији и у пећинама. Јангшао култура, која је обухватала провинције Хенан, Шанси, Шанкси, Гансу, Хебеј и Нинксију, чији је центар био Лоеска висораван, постојала је још пре 7000 година и означавала најуспешнији период у кинеском сликарству праисторијског доба. Цртеж и боје, једноставних и сложених слика нађених на посудама из овог периода, достижу основне стандарде сликарства и представљају добар темељ за његов каснији развој. Осим сликарства на грнчарији, у Кини постоји и раширено сликарство на стенама. Кина је земља са врло богатим остацима сликарства на камену, до сада је откривено више од 1000 места са осликаним стенама. Међу њима се истичу сликарство планине Јин у унутрашњој Монголији, сликарство планине Хелан у Нинксију, Алтај у Ксијангу, као и Канг-јуанско сликарство у Јунану, слике на стенама у околини реке Цуо у Гуангсију. Током дужег периода, Кинеско сликарство створило је пет основних типова:
- Фигуративно сликарство појавило се у Периоду зараћених држава. Већ у том периоду налазимо зрело фигуративно сликарство, о чему сведоче слике на свили, пронађене у Чуовом гробу у Чангшуу, на територији провинције Хунан. Слика на свили настала у периоду зараћених држава. На њој је приказан човек који јаше змаја. Она је једна од најстаријих кинеских слика.
- Сликарство пејзажа развило се током династија Суи и Танг, а најзначајније је било за време владавине династије Сунг. У сликарству пејзажа појављују се разне уметничке концепције.
- Сликарство које приказује цвеће, воће, бамбусе, стене, птице, звери и рибе, једно је од типа сликарства које се појавило у раној кинеској уметности. Његове основне теме могу се видети на неолитској грнчарији, као и на посудама од бронзе из династија Шанг и Чу. За време династије Танг ово сликарство се развило у независан тип сликања. Многе кинеске слике цвећа и птица имају симболично значење.
- Сликање палата кућа, павиљона и других здања, изведено је уз помоћ сликарске кичице и лењира.
- Разнолико сликарство одступа од поменутих типова, њега обухвата сликање стена и необичних облика, старих предмета од порцелана, бронзе, жада и камена, слике балдахинских завеса, слике љуски од јајета и обојених лантерни.

Кинеско сликарство има сопствени стил. За разлику од западног реалистичког сликарства, које усваја геометријску перспективу, кинеско сликарство прихвата илузионистичку перспективу. Уметничке концепције сачињавају језгро древне кинеске теорије сликарства. Оне се односе на систем слика који спаја осећања и приказани призор. У том систему повезују се имагинарни и реални аспекти сликарства, као и његов естетски и имагинарни простор. Разлике између кинеског и западног сликарства леже и у различитим средствима сликања, различитом ставу према култури и естетским вредностима. Кинеско сликарство ствара јединствен и независан уметнички систем. У њему су и велика и мала дела специфична и имају бесконачно много видова и конотација.

## Скулптура

### Тродимензионална уметност
Вођен потребама живота и рада човек је почео да клеше и обликује фигуре још у каменом добу. Током времена скулптура је стицала све већа уметничка својства. Сада је она постала неизбежан уметнички облик у људском животу.
Скулптура је облик тродимензионалне ликовне уметности, њена појава повезује се са човековом производном делатношћу, а у исто време налази се под непосредним утицајем различитих видова идеологије, културе, религије и филозофије. Постоје три основне форме скулптуре: слободна скулптура, рељеф и скулптура у затвореном простору.
- У слободну скулптуру убрајају се индивидуалне или групне скулптуре, дела која заузимају простор и која називамо и тродимензионалним статуама. Слободне скулптуре видљиве су са свих страна и постављају се тамо где се могу у потпуности видети.
- Рељеф је врста скулптуре која исто као и слика има дужину и ширину, али се од дводимензионалне слике разликује по степену испупчености својих фигура. У складу са правилима перспективе, овде постоји негативна корелација између удаљености и висине, као и између удаљености и дебљине фигура рељефа. Према степену испупчености, рељефи се могу поделити на: ниске и високе, односно плитке и дубоке рељефе. Ратници од теракоте
- Скулптуре у затвореном или издубљеном простору смештене су у некој дубљој или плићој шупљини. Ова скулпторска форма углавном се употребљава за релативно мала уметничка дела.

Кинеска скулптура је импресионистичка, кинески древни скулптори свесно се не придржавају принципа анатомије и визуелне сличности у обликовању људских и животињских фигура. Према намени, кинеске традиционалне скулптуре се могу класификовати у четири типа, то су: гробљанска, религиозна, архитектонска и уметничка скулптура. Развој кинеске скулптуре често је био повезан са историјом Кине и због тога је често био одређен историјским залеђем.

### Ратници од теракоте
Ратници и коњи од теракоте данас имају првобитну боју сиве глине, али су у доба настанка били обојени у девет боја: црвену, зелену, плаву, жуту, пурпурну, смеђу, црну, белу и тиркизну. Лабораторијски тестови показују да су боје састављене од минералних пигмената, односно главних пигмената кинеског традиционалног сликарства. Боје присутне на ратницима, коњима и борним колима од теракоте упућују на сложене уметничке процедуре, разнолике поступке и бојење свих делова дела. Овим методама остварено је складно допуњавање између скулптуре и сликарства.

## Музика
Свака култура има свој јединствени музички систем. Кинеска музика наглашава промене у звуцима, напушта хармонију и кроз хоризонтално ширење времена ствара отмену монофонску мелодијску линију. Снага кинеске музике долази из њене дубине. Од древних времена у кинеској музици прихваћено је пет основних нота: гунг, шанг, ђиао, џи и јуи. Оне су имале своје корелативе у пет светских фаза, пет основних боја. Висина тона одређивала се низом тонова од 12 ступњева (шест се односило на јинг, а шест на јанг), за који не постоји ништа аналогно у западној музици. 
Развој кинеских традиционалних музичких инструмената има дугу историју. Постоје бројни сложени типови инструмената, међу њима главни су удараљке, дувачки, жичани и гудачки инструменти. Од свих инструмената удараљке су се појавиле прве. У периоду зараћених држава израда удараљки била је високо развијена, звона су представљала најважнији бронзани музички инструмент. Попречна флаута је инструмент који се свира са стране и он је често коришћен у кинеској традиционалној музици. Већина ових флаута направљена је од бамбуса, али постоје и камене флауте. Флауте се деле на: јужне кунгћу флауте и северне бангци флауте. Данас је флаута један од главних музичких инструмената у Кини, који се користе у народној музици, традиционалној опери, као и у симфонијској и забавној музици.

## Драма
У Кини постоји мноштво драмских форми које покривају многе области живота и уметности. Кинеска драма настала је пре више од 2500 година. Најстарија драма укључивала је певање и игру. У њој глумци обучени у костиме свих врста животиња и уз пратњу ритмичке музике приказују радњу драме. Током владавине династије Хан дошло је до развоја кинеског друштва, који је пратио и развој разних форми драме, извођених на дворовима и улицама. Баикси драма је обухватала музику, плес, комедију, акробатику и мађионичарске трикове. После династије Хан, за време владавине династије Танг, значај се придаје народним песмама и играма, као што су Тајаонијанг, Боту, Дамијан. Из драма са певањем и игром развила се Чанг драма. Током динасије Сунг настала је Цају драма и Нанкси драма. На осликаној цигли пронађеној у гробници породице Донг у Хуоми, код провинције Шанкси, приказана је мала позорница на којој се налази пет глумаца: Шенг, Дан, Јинг, Мо и Чу.

## Плес
Кинеске игре имају дугу историју. У древним временима, оне су биле основни облик културе. Древне сцене плеса можемо видети и на историјским културним остацима потоњих генерација. Музички плесови из династије западни Чу били су једни од првих познатих у историји кинеског плеса. Цивилни и ратнички плесови извођени су са великим полетом, величали су цареве бивших династија. Током владавине династије Танг дошло је до процвата дворских плесова, укључујући грубе и нежне игре. После династија Сунг и Јуанг народне игре биле су врло популарне, али многи класични плесови претходних династија више нису били у моди, замењени су плесовима извођеним у традиционалој кинеској опери. Оперски плесови постепено су сазрели у доба династија Минг и Ћинг и постали су основни елемент деловања и акробатске борбе, карактеристични за кинеску традиционалну оперу. Тренутно у Кини једни поред других постоје традиционални, модерни и плесови у којима се спајају кинески и западни стилови.